# SAZAS letna lestvica slovenskih skladb 2004
SAZAS letna lestvica najbolj predvajanih slovenskih skladb 2004, ki vključuje le domače izvajalce za dve TOP 50 lestvici: reparticijski razred 100 (nacionalni radio) in razred 110 (komercialne postaje).

## Kategorija
Celotna lestvica obeh kategorij obsega Top 50 slovenskih skladb leta 2004.
| Mesto | Naslov                   | Izvajalec        |
| ----- | ------------------------ | ---------------- |
| 1     | "Fluid"                  | Alya             |
| 2     | "Hir aj kam hir aj go"   | Magnifico        |
| 3     | "Čas"                    | Dan D            |
| 4     | "Hvala ti mala"          | Posodi mi jűrja  |
| 5     | "O, ženske, ženske"      | Tulio Furlanič   |
| 6     | "V ogenj zdaj obleci me" | Nuša Derenda     |
| 7     | "Čas rojen za dva"       | Vlado Kreslin    |
| 8     | "Mi paše"                | Danilo Kocjančič |
| 9     | "Luna nad obalo"         | Kingston         |
| 10    | "Kralj neba"             | Polona Furlan    |

| Mesto | Naslov                 | Izvajalec       |
| ----- | ---------------------- | --------------- |
| 1     | "Luna nad obalo"       | Kingston        |
| 2     | "Alya"                 | Alya            |
| 3     | "Brizgalna brizga"     | Atomik Harmonik |
| 4     | "Fluid"                | Alya            |
| 5     | "Greh"                 | Tabu            |
| 6     | "Stay Forever"         | Platin          |
| 7     | "Poročila"             | Tadej Sadar     |
| 8     | "Hir aj kam hir aj go" | Magnifico       |
| 9     | "5 minut mi daj"       | B.B.T.          |
| 10    | "Dihi z mano"          | Rok Terkaj      |